# Mnichov, Strakonice
Mnichov là một làng thuộc huyện Strakonice, vùng Jihočeský, Cộng hòa Séc.